# Гранже-Вейрон, Эрве
Эрве Гранже-Вейрон (фр. Hervé Granger-Veyron, р.11 января 1958) — французский фехтовальщик-саблист, призёр чемпионатов мира и Олимпийских игр.

## Биография
Родился в 1958 году в Талансе. В 1984 году принял участие в Олимпийских играх в Лос-Анджелесе, где стал обладателем серебряной медали в командном первенстве, а в личном зачёте стал 4-м. В 1987 году стал обладателем бронзовой медали чемпионата мира. В 1992 году принял участие в Олимпийских играх в Барселоне, где стал обладателем бронзовой медали в командном первенстве.